# 福永十三郎
福永 十三郎（ふくなが じゅうざぶろう、享保6年3月14日（1721年4月10日） - 安永3年7月4日（1774年8月10日））は、江戸時代中期の商人、義民。俳号に梅古がある。

## 経歴・人物
越後国直江津で廻船問屋を営む大庄屋福永家（越前屋）の第7代目。高田藩の御用達。
当時、高田藩では魚類販売が高田城下の田端町商人に独占されており、直江津入港の魚類を直江津商人が直接商うことが出来なかった。そこで、宝暦元年（1751年）に大肝煎になった十三郎は、高田町奉行へ魚類の自由販売を願い出る。しかしこれを聞きいれられなかったため、同5年（1755年）大肝煎を辞して販売独占の問題の解決に専念をはじめる。同9年（1759年）には江戸幕府へ出訴し、田端町問屋との訴訟に挺身した。
そしてついに安永3年（1774年）に評定所の裁定により、直江津入港の魚類の2割の町内での自由販売が認められ、また塩干魚の製造も解禁となった。同年十三郎は故郷に戻るが急死する。のち町民の手により十三郎を祀った福永神社が建てられた。